# Хрустальный (Луганская область)
Хрустальный (укр. Хрустальний) — посёлок, относится к Краснолучскому городскому совету Луганской области Украины. Де-факто — с 2014 года населённый пункт контролируется самопровозглашённой Луганской Народной Республикой.

## География
Соседние населённые пункты: города Красный Луч и Миусинск на юге, пгт Хрустальное, посёлок Княгиневка, село Коренное на юго-западе, город Вахрушево на западе, посёлки Красный Кут, Грушёвое и Давыдовка на северо-западе, Софиевский и Тамара на севере, Ивановка, Орловское на северо-востоке, Зелёный Гай, Степовое, Христофоровка, Мельниково, Лесное на востоке, Краснолучский и Боково-Платово на юго-востоке.

## Общие сведения
Занимает площадь 0,95 км². Почтовый индекс — 94518. Телефонный код — 6432. Код КОАТУУ — 4411647301.

## Население
Население по переписи 2001 года составляло 317 человек.

## Местный совет
94530, Луганская обл., Краснолучский горсовет, пгт. Хрустальное, ул. Б. Хмельницкого, 26